# こども学部
こども学部（こどもがくぶ）とは、保育士、幼稚園・小学校教員を養成する学部である。

## 概要
2003年に日本で初めて設置された東大阪大学のこども学部は、教育学や幼児教育法を核にして子供に関わる諸事象を研究している。
なお、短期大学には同様の趣旨で幼児教育学科が設置されている。

## こども学部を置く大学
- 東大阪大学　こども学部こども学科（2003年4月開設）
- 東京成徳大学　子ども学部子ども学科（2004年4月開設）
- 白梅学園大学　子ども学部子ども学科（2005年4月開設）
- 梅光学院大学　子ども学部子ども未来学科（2005年4月開設）
- 中国学園大学　子ども学部子ども学科（2006年4月開設）
- 浦和大学　子ども学部子ども学科（2007年4月開設）
- 中部学院大学　子ども学部子ども学科（2007年4月開設）
- 帝京科学大学　子ども学部子ども学科（2008年4月開設）
- 西九州大学　子ども学部子ども学科（2009年4月開設）
- 帝京科学大学　子ども学部児童学科（2010年4月開設）
- 東京家政大学　子ども学部子ども支援学科（2014年4月開設）
- 園田学園大学（※園田学園女子大学より名称変更）　こども学部 こども学科（2025年4月開設）

## こども学部に類する学部を置く大学
子ども学部（こどもがくぶ）の教育内容（保育士、幼稚園・小学校教員の養成）に加えて、社会福祉士の養成も目的とした学部として、以下の大学に子ども育成学部（こどもいくせいがくぶ）が設置されている。
- 富山国際大学　子ども育成学部 子ども育成学科（2009年4月開設）
- 桜花学園大学　教育保育学部 国際教養こども学科（2025年4月開設）
- 日本福祉大学 教育・心理学部 こども学科（2025年4月開設）

その他
- こども教育学部　（こども教育宝仙大学／九州栄養福祉大学（令和7年4月開設予定）／大阪常磐会大学（※常磐会学園大学より名称変更））
- 子ども教育学部　（くらしき作陽大学／こども教育宝仙大学／田園調布学園大学）
- こども心理学部　（東京未来大学）
- 子ども生活学部　（宇都宮共和大学）
- 子ども発達学部　（日本福祉大学）
- 子ども未来学部　（田園調布学園大学）
- 浜松学院大学の地域共創学部に地域子ども教育学科、東京家政学院大学の生活共創学部にこども教育学科、藤女子大学のウェルビーイング学部に子ども教育学科が、安田女子大学教育学部に幼児教育学科がある